# Emilie Moberg
Emilie Moberg (Halden, 12 juli 1991) is een Noorse voormalige wielrenster. In 2012 vertegenwoordigde ze Noorwegen in de Olympische wegrit in Londen. Ze behaalde diverse keren een medaille op het Noors kampioenschap wielrennen op de weg. Ook werd ze Noors kampioene in de Wintertriatlon. Tussen 2010 en 2017 reed ze bij de Noorse wielerploeg Hitec Products, in 2018 en 2019 voor het Deense Team Virtu en vanaf 2020 voor het Britse Drops-Le Col. Na 2022 beëindigde ze haar carrière.
Haar vader Roy Moberg is de organisator van de Ladies Tour of Norway.

## Palmares
2011
- Noors kampioenschap op de weg
- 5e etappe Trophée d'Or
- 2e etappe Tour de l'Ardèche

2012
- Eindklassement en 1e etappe Tour of Zhoushan Island

2013
- Noors kampioenschap op de weg

2015
- 2e en 4e etappe Tour de Feminin - O cenu Českého Švýcarska

2017
- 5e etappe Healthy Ageing Tour
- Puntenklassement Tour of Zhoushan Island
  - 1e en 3e etappe Tour of Zhoushan Island

2019
- 2e etappe Ronde van Uppsala

2020
- Noors kampioenschap op de weg